# Таррек

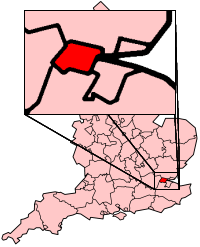
Унітарна одиниця на мапі Англії

51°30′ пн. ш. 0°25′ сх. д. / 51.500° пн. ш. 0.417° сх. д.
Та́ррек (англ. Thurrock, (МФА: [ˈθʌrək])) — унітарна одиниця Англії в південній частині церемоніального графства Ессекс.

## Історія
Утворена 1 квітня 1998 року шляхом перетворення району Таррек неметропольним графством Ессекс в унітарну одиницю.

## Географія
Таррек займає площу 166 км² на лівому березі Темзи, на схід від Лондона. Межує на півдні з церемоніальним графством Кент, на заході з регіоном Великий Лондон, на півночі з неметропольним графством Ессекс.

## Спорт
На території Таррека базується футбольний клуб «Таррок», який в сезоні 2012-13 виступає в Істмійській лізі. Команда приймає суперників на стадіоні «Шип Лейн» (3 500 глядачів).